# Arnhem Zuid vasútállomás
Arnhem Zuid vasútállomás vasútállomás Hollandiában, Arnhem városában.

## Vasútvonalak
Az állomást az alábbi vasútvonalak érintik:
- Arnhem–Nijmegen-vasútvonal

## Kapcsolódó állomások
A vasútállomáshoz az alábbi állomások vannak a legközelebb:
- Arnhem vasútállomás
- Elst vasútállomás